# Comunidad de transición

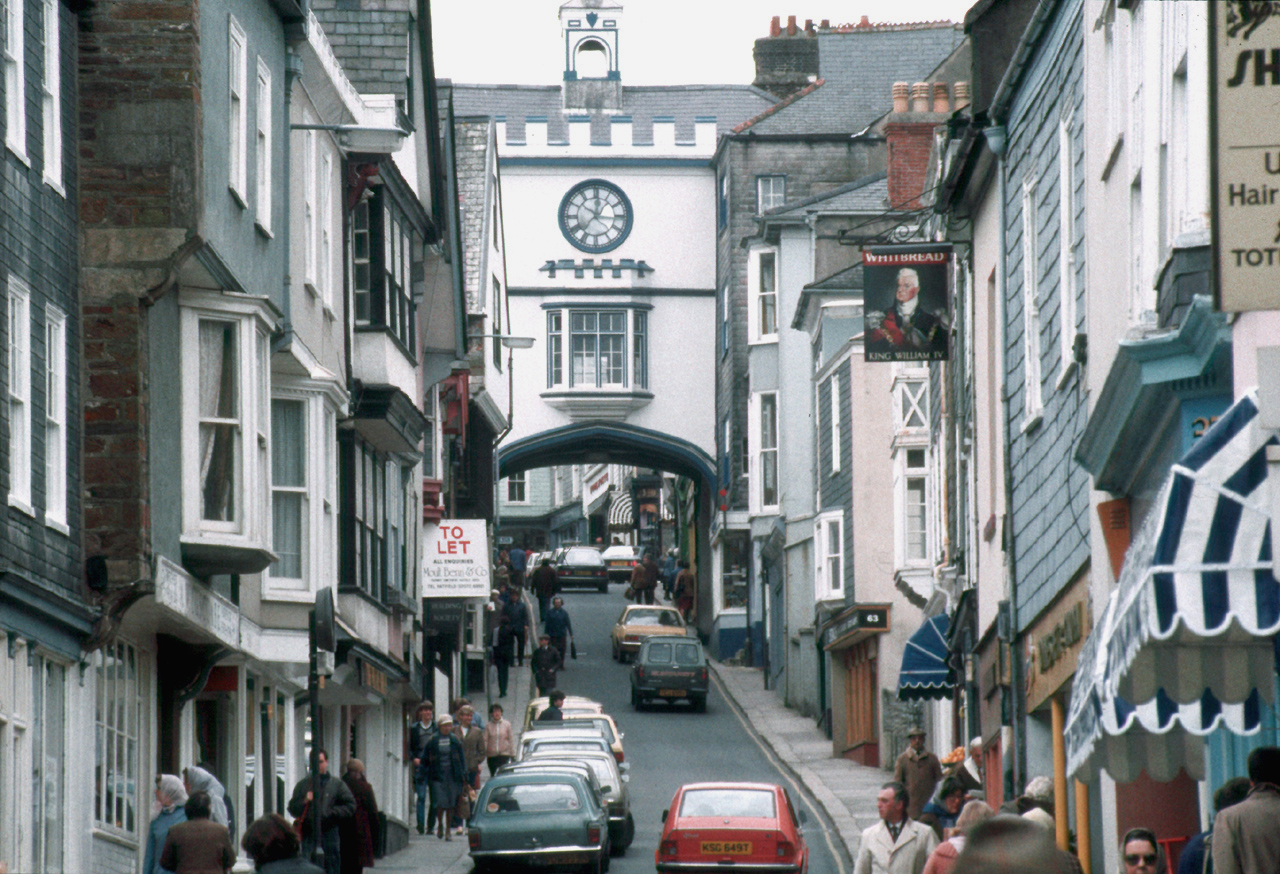
Totnes, Devon: una comunidad de transición.

Las comunidades en transición son proyectos ciudadanos comunitarios que persiguen crear resiliencia social contra el progresivo colapso social provocado por el cambio climático, el pico de producción del petróleo y la inestabilidad económica. El llamado movimiento de transición (también conocido como red de transición o ciudades en transición), es un movimiento prágmatico y no partidista a favor de la microsostenibilidad, la agroecología, la permacultura, el consumo de bienes de producción local y/o colectiva, el decrecimiento, la recuperación de las habilidades para la vida y la armonía con el resto de la Naturaleza y el uso de energías renovables.
El término fue acuñado por Louise Rooney y Catherine Dunne para las iniciativas (grupos, barrios, pueblos y ciudades) que persiguen este fin. Aunque es una tendencia social latente en sociedades hiperindustrializadas y capitalistas (neorruralismo), la primera propuesta en utilizar el nombre fue la del permacultor Rob Hopkins en Totnes (Inglaterra) en 2006. Desde entonces, se extendió el movimiento por Inglaterra y el resto del mundo.

## Historia
El concepto de transición surgió de un trabajo de permacultura que Rob Hopkins diseñó en conjunto con los estudiantes del Centro de Formación Profesional de Kinsale por medio del ensayo "Plan de Acción de descenso de Energía ". Se creó un "mapa de ruta" para un futuro sostenible de la ciudad a través de una serie de adaptaciones en los ámbitos de la producción de energía, la salud, la educación, la economía y la agricultura. Uno de sus estudiantes, Louise Rooney, se dedicó a desarrollar y divulgar el concepto de comunidades de transición. Presentó su propuesta al Ayuntamiento de Kinsale resultando en la histórica decisión de aprobar este plan para trabajar en pro de la independencia energética. 
La idea fue posteriormente adaptada y ampliada en septiembre de 2006 por Hopkins en su pueblo natal de Totnes. El concepto se esparció rápidamente y para septiembre de 2008 ya eran cientos de pueblos y ciudades reconocidos oficialmente como comunidades de transición en Reino Unido, Irlanda, Canadá, Australia, Nueva Zelanda, Estados Unidos, Italia y Chile. Si bien el concepto se refirió en un principio a "pueblos" pequeños, las comunidades van desde las aldeas como Kinsale, consejos de distritos como Penwith, hasta las ciudades y municipios como Brixton. 
En los Estados Unidos, han surgido iniciativas de transición en muchas comunidades. Hay una organización en Estados Unidos para ayudar al crecimiento de las iniciativas de transición. Muchas comunidades han iniciado espontáneamente iniciativas por su propia cuenta, por ejemplo Santa Cruz o la isla de Whidbey. Algunos sitios se han creado usando la plataforma Ning. Estos sitios, bajo el auspicio de un sitio web estadounidense llamado Transition US site, se crearon para ayudar a facilitar, interconectar, informar y supervisar localidades de transición y su organización. Todo ello mientras otras organizaciones relacionadas se dedican a la creación de redes, proyectos, ideas y actividades.

## Características del proyecto
El objetivo principal del proyecto es dar a conocer un modo de vida sostenible y desarrollar la resiliencia local para ello en el futuro próximo. Se anima a las comunidades a buscar métodos para reducir el uso de energía, así como a aumentar su propia autosuficiencia. Un lema del movimiento es "Alimentos a pie, no alimentos a millas". Las iniciativas hasta ahora han incluido la creación de huertos comunitarios para el cultivo de alimentos, empresas de intercambio de residuos, e incluso la reparación y reciclaje de objetos antiguos en lugar de tirarlos a la basura.
Si bien el enfoque y los objetivos siguen siendo los mismos, los métodos utilizados para lograrlo varían. Por ejemplo, Totnes ha introducido su propia moneda local, la libra de Totnes, que es canjeable en tiendas y empresas locales, ayudando a reducir los alimentos que vienen de lugares muy lejanos y potenciando el consumo de los de proximidad. Esta idea también está planeada que se presente en tres ciudades de Gales en transición.
La ideología central del movimiento de las comunidades de transición es la idea de que una vida sin petróleo, de hecho, podría ser mucho más agradable y satisfactoria que la actual "cambiando nuestra mentalidad de que en realidad la próxima era después del petróleo barato es más una oportunidad que una amenaza, y diseñar el futuro en donde se darán bajas emisiones de carbono para ser prósperos y resistentes; un lugar mucho mejor para vivir que la actual cultura del consumo, alienado, basado en la codicia, la guerra y el mito del crecimiento perpetuo.
Un aspecto esencial de la transición en muchos lugares es que el trabajo de transición exterior debe ir acompañado de transición interna. Con el fin de avanzar en las vías de descenso de energía de manera eficaz tenemos que reconstruir nuestras relaciones con nosotros mismos y con el mundo natural.  Ello requiere centrarse en el corazón y el alma de la transición.

## Futuro del proyecto
El número de comunidades que participan en el proyecto es cada vez mayor, estando muchas de ellas en proceso de  convertirse en comunidades "oficiales" de transición. En el mundo angloparlante los medios de comunicación han puesto en marcha una serie llamada “The Archers” en la BBC Radio 4, la cual ilustra que esta atención de los medios es debida al rápido crecimiento que está generando el movimiento.
A partir de 2009, muchos en el movimiento de transición incluyen el argumento del colapso financiero mundial y la crisis alimentaría mundial como un tercer aspecto, a la par del tema del pico de producción del petróleo y del cambio climático.